# 坂本町公園
坂本町公園（さかもとちょうこうえん）は、東京都中央区日本橋兜町15番3号にある公園である。

## 概要
坂本町公園は、1889年（明治22年）に東京初の市街地小公園として開園した。遊具よりは芝生や景観を楽しむ公園の特色が強く、「ござ」が常時無料で貸し出され寝転んでくつろぐことができる。芝生は八広地域プラザ「吾嬬の里」を参考に設計された（坂本町公園未来グリーンクラブ会長談）。
地域住民のボランティア団体「坂本町公園未来グリーンクラブ」によって毎週木曜日・土曜日に清掃が行われている。

## 植栽
サクラ、エンジュ、ボタン、スイレン、カツラ、獅子頭など

## アクセス
- 東京メトロ茅場町駅から徒歩3分。

## 周辺施設
- 中央警察署
- 中央区立阪本小学校